# Homokbálványos
Homokbálványos (szerbül Баваниште / Bavanište, németül Bawanischte) település Szerbiában, a Vajdaságban, a Dél-bánsági körzetben, Kevevára községben.

## Fekvése
Pancsovától keletre, Kevevárától északnyugatra, Dolova és Székelykeve közt fekvő település.

## Története
Homokbálványos Bavaniste nevét már a középkorban is Bálványos néven említették az oklevelek. A település az elpusztult Keve vármegyéhez tartozott.
1412-ben még néptelen puszta volt, Zsigmond király ekkor Keve városának adományozta. 1428-ban, mikor Zsigmond király Keve városának új kiváltságokat adott, már önálló helységként szerepelt.
1453-1455-ben a Keve város részére kiállított megerősítő levelekben pedig ismét pusztának mondták.
Az 1717-es kamarai jegyzékben két ilyen nevű helység is volt a pancsovai kerületben egymás mellett, Malo-Balvaniste néven négy és Veliko-Balvaniste néven 30 házzal.
1723-1725-ben gróf Mercy térképén Palfsanista alakban, pusztaként volt megjelölve.

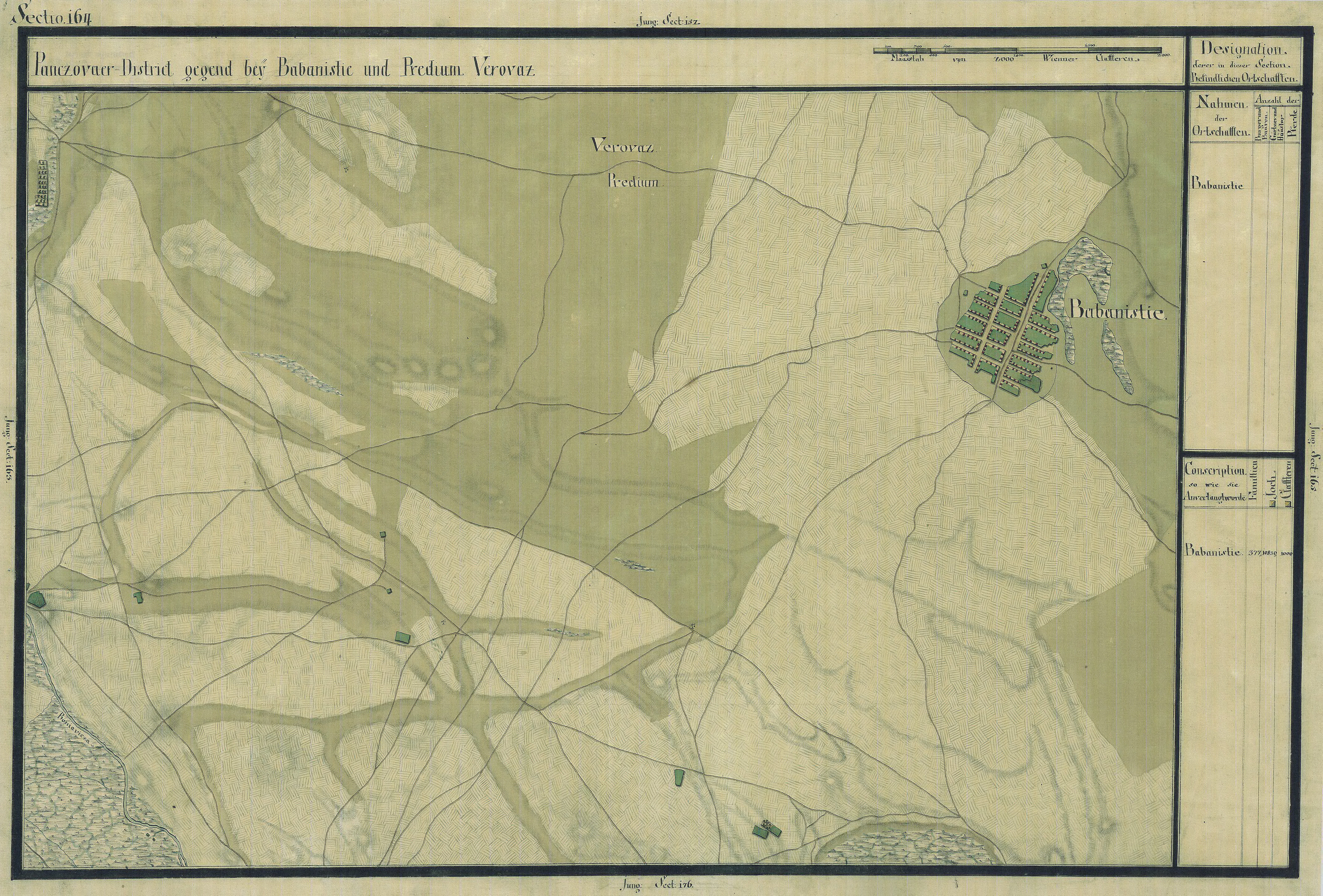
Homokbálványos egy régi térképen

1765-1768. között a dunavölgyi katonai határőrvidék területének kiterjesztésekor a német-szerb határőrök letelepedési helye lett.
II. József császár első délmagyarországi körútjakor, 1768. május 6-án érkezett Homokbálványosra, ahonnan másnap Beresztócz felé vette útját. A császár a piactér sarkán levő Stojanovics-féle házban töltötte az éjszakát.
1788-ban a török hadjárat alatt a törökök megtámadták a falut és kifosztották.
1873-ban Temes vármegyéhez csatolták.
Ekkor Deszpinics Áronnak, Abelsberg Lajosnak, Huber Frigyes örököseinek és Dinusz Jánosnak volt itt nagyobb birtokuk.
1873-ban nagy kolerajárvány volt a településen, melyben 170-en haltak meg.
Egykor a mai Homokbálványos és Kevevára között feküdt Skronovetz falu, melyet Zsigmond király 1412-ben szintén Keve városnak adományozott. Ekkor még csak puszta földterület volt, de 1428-ban már királyi helységként említették, majd az 1435-1440. közötti években kelt oklevelek már falunak mondták.

## Népesség
1910-ben 6849 lakosából 194 fő magyar, 325 fő német, 21  fő szlovák, 46 fő román, 1 fő rutén, 6 fő horvát, 6115 fő szerb, 133 fő egyéb (legnagyobbrészt cigány) anyanyelvű volt. Ebből 311 fő római katolikus, 2 fő görögkatolikus, 2 fő református, 210 fő ág. hitv. evangélikus, 6219 fő görögkeleti ortodox, 12 fő izraelita, 85 fő egyéb ( felekezeten kívüli "nazarénus") vallású volt. A lakosok közül 3389 fő tudott írni és olvasni, 941 lakos tudott magyarul.

### Demográfiai változások
| 1948 | 1953 | 1961 | 1971 | 1981 | 1991 | 2002 | 2011 |
| ---- | ---- | ---- | ---- | ---- | ---- | ---- | ---- |
| 5805 | 6053 | 6133 | 6322 | 6412 | 6517 | 6106 | 5820 |

## Nevezetességek
- Görögkeleti temploma - 1776-ban épült